# Fototapeta (magazyn)
Fototapeta – czasopismo poświęcone współczesnej fotografice, ukazujące się obecnie w wersji internetowej.

## Historia
Wydawane nieregularnie w formie papierowej od 1992 do 1997 roku przez Małą Galerię w Warszawie, od 1 lutego 1997 roku ukazuje się w wersji internetowej. Czasopismo wydawane jest pod redakcją: Marka Grygiela, Zbigniewa Pieciula (Kanada) i Krzysztofa Wojciechowskiego. Wydawcą jest Zeta-Media Inc., Toronto / Warszawa. Od 2002 roku, oprócz wersji internetowej, czasopismo wydawane było przez 2 lata także w formie drukowanej w nowej szacie graficznej.

## Artyści związani z Fototapetą
W trakcie swego istnienia czasopismo opublikowało informację na temat ponad 370 artystów. Regularnie podaje informacje o najważniejszych wydarzeniach w fotografice polskiej i światowej. Artykuły publikowali w nim m.in.: Jacek Bąkowski, Zbigniew Benedyktowicz, Alicja Bielawska, Katarzyna Bik, Katarzyna Bogacz, Anna Beata Bohdziewicz, Katarzyna Bojarska, Grzegorz Borkowski, Katarzyna Borucka, Beate Cegielski, Krystyna Cygielska, Anna Cymer, Kasia Gorska, Elżbieta Grygiel, Agnieszka Jeziorska, Kinga Kenig, Joanna Kinowska, Tomasz Konart, Bogdan Konopka, Agnieszka Kowalska, Monika Kuc, Angela Lampe, Andrzej Lech, Lech Lechowicz, Karolina Lewandowska, Jerzy Lewczyński, Katarzyna Majak, Verena Majchrowska, Andrzej Marczuk, Adam Mazur, Wiesław Michalak, Jagna Olejnikowska, Mateusz Palka, Krzysztof Pijarski, Barbara Piórkowska, Mari Sobolev, Adam Sobota, Basia Sokołowska, Zbigniew Tomaszczuk, Jan Trzupek, Tomasz Tuszko, Urszula Usakowska, Jakub Winiarski, Wojciech Wilczyk, Ewa Wolańska i Andrzej Zygmuntowicz.